# Bonham (Teksas)
Bonham je grad u američkoj saveznoj državi Teksas. Prema popisu stanovništva iz 2010. u njemu je živjelo 10.127 stanovnika.